# Howard Taylor Ricketts
Howard Taylor Ricketts (Findlay (Ohio), 9 février 1871 - 3 mai 1910) est un pathologiste américain, de l'Université de Chicago. Il est à l'origine de la découverte du vecteur de la fièvre pourprée des montagnes Rocheuses, la tique Dermacentor andersoni.
Il est l'un des premiers à décrire l'agent responsable de cette fièvre pourprée, Rickettsia ricketsii, ainsi que celui du typhus épidémique, Rickettsia prowazekii.
Mort du typhus par contamination accidentelle en laboratoire, son nom a été donné aux Rickettsia, et par extension aux Rickettsieae et  Rickettsiaceae.

## Biographie
Issu d'une famille de fermiers dans l'Ohio, il fait ses études de zoologie à l'Université du Nebraska en 1892, puis de médecine à la Northwestern University Medical School où il est reçu docteur en médecine en 1897.
De 1898 à 1900, il bénéficie d'une bourse de recherches en pathologie au Rush Medical College. En 1901, il fait un voyage d'études en Europe à Paris, Berlin et Vienne, pour se perfectionner dans les techniques de laboratoire, et en microbiologie théorique.
En 1902, il est membre du département de pathologie et bactériologie de l'Université de Chicago pour devenir professeur assistant en 1904. Peu avant sa mort en 1910, il est nommé professeur de pathologie à l'Université de Pennsylvanie.
Il meurt du typhus le 3 mai 1910, à Mexico, à l'âge de 39 ans, alors qu'il en étudiait l'agent responsable, Rickettsia prowazekii.

## Travaux
Ses premières recherches, au Rush Medical College, sont consacrées à la blastomycose, une maladie de la peau d'origine mycosique.
Sa principale découverte concerne le mode de transmission de la fièvre pourprée des montagnes Rocheuses. De 1906 à 1909, il démontre qu'elle est transmise par une tique dure Dermacentor andersoni. Il suspecte le rôle d'une bactérie qu'il retrouve dans les cellules sanguines des malades et dans les tiques infectées. Il cherche à produire sérum et vaccin contre la maladie.
La bactérie sera finalement isolée, de façon convaincante, en 1916, par Simeon Burt Wolbach (en) qui la nomme Dermacentroxenus rickettsi en  l'honneur du premier qui l'avait signalé. La bactérie prendra finalement le nom de Rickettsia ricketsii.
En 1909, il quitte Chicago pour étudier le typhus épidémique à Mexico, appelé localement tabardillo. Début 1910, il démontre que le typhus mexicain est transmis par le pou de corps pediculus humanus (indépendamment de Charles Nicolle à Tunis, quelques mois auparavant).
Le 23 avril 1910, il annonce la découverte d'une bactérie qu'il retrouve dans les cellules sanguines des malades, le sang et les excréments du pou. Dix jours plus tard, Ricketts meurt tragiquement du typhus, probablement par piqûre d'un pou infecté.
Ricketts était un pionnier de l'inoculation à l'animal de laboratoire pour l'identification des maladies infectieuses. Ses travaux sur l'immunité et les sérums ont servi de base à la vaccinologie. Selon S.B. Wolbach (1880-1954) :  « Ricketts amène les faits à la lumière avec brio et précision ; par ses méthodes, il montre la voie à suivre pour l'étude des rickettsioses ».